# 五旬節于良發小學
五旬節于良發小學（英語：Pentecostal Yu Leung Fat Primary School）是一所基督教全日制資助小學，校址位於香港粉嶺暉明路16號，創立於1999年，現有30班普通班，學生約850名。

## 校訓
校訓「信、望、愛」來自聖經金句:“如今常存的，有信、有望、有愛，這三樣其中最大的是愛。”（哥林多前書13：13節）

## 簡介
前身是創立於1986年的五旬節靳茂生小學上午校。該小學創校初期設小一至小四班級共13班，及後於緊隨的兩個學年加開小五及小六班級。
隨著學校的發展，該校已成為當區頗受歡迎的小學，每年均有家長為子女報名入讀。至1998年，該校獲政府撥地轉為全日制小學，也成為新界北區首家由半日制轉為全日制的小學。

## 辦學目標
按該校網頁所述，該校的辦學目標是本著基督精神，以靈、德、智、體、群、美六育並進培育學生，為學生提供基督化全人教育及實踐優質教育的理想，讓學生在六育上得以均衡發展。並按聖經真理，引導學生認識耶穌基督的慈愛和救恩，廣傳福音。

## 教學語言
除英文科及普通話科外，其他學科均採用學生之母語（即粵語）授課。
現在2-6A、2-6B、1A-E、5-6C、2-6D、2-6E班會以粵語為中文科之教授語言，2-4C會以普通話為中文科之教授語言。

## 校舍
校舍於1998年9月至1999年8月間興建，總承建商為新福港，樓高六層，是當時香港最新款的小學第二代靈活式校舍（由1995年版改為1998年版），佔地4290平方米，設有30個課室各課室均已安裝電腦及投影器材，並連上該校的內聯網及互聯網。
地下
該校地下設有兩個籃球場、兩個有蓋操場、聖經花園、學生活動中心及緩跑徑等設施，是該校體育活動的主要場地。
1樓
該校的1樓是行政中樞，設有校務處、教員室、大禮堂、小禮堂等設施，其中大禮堂是該校學生週會及主要典禮的舉行地點。
2樓
2樓的課室主要是該校一、二年級的課室，而視覺藝術室、音樂室及陶藝室也設於此層。
3樓及4樓
該校的3樓設有中央圖書館，另設有輔導室、綜合學習室及電腦室；而四樓則設STEAM ROOM及創意館，現在會有三、四年級在4樓。
5樓及6樓
5樓及6樓主要是作為該校四至六年級的課室，另5樓則設有平台及輔導室。

## 學校巴士服務
該校學生主要居於粉嶺，亦有學生居於上水、沙頭角、打鼓嶺、大埔和元朗等地，該校設有空調學校巴士（大部份與五旬節靳茂生小學的學校巴士共用），逢該校上課日接載學生往返上水、粉嶺及元朗等地。

## 校友會
「五旬節于良發小學校友會成立典禮」於2008年12月20日舉行，並由該校創校校長梁國賢先生主禮。會上選出第一屆共7名校友會幹事。7名幹事分別由廖啟程、何志恆、廖淑嫻、李家明、陳勵施、周俊賢及陳雪怡擔任。

## 歷任校長
- 薛詠詩（2019起，現任校長）
- 陳美英（2004-2019）
- 梁國賢（1999-2004）

## 資料來源與註釋
1. ↑  . 新福港.   [2021-08-31]. （原始内容存档于2021-10-30） （中文（繁體））.

## 外部連結
- 學校網址 （页面存档备份，存于）
- 學校概覽資料[永久]
- Xanga良發學生/畢業生網上社群 （页面存档备份，存于）
  - 第一屆畢業生網上社群
  - 第五屆畢業生網上社群
- Facebook 靳茂生小學上午校及于良發小學畢業生聯合網上社群 （页面存档备份，存于）
- Facebook 于良發小學畢業生網上社群 （页面存档备份，存于）
  - Facebook 于良發小學第一屆畢業生網上社群 （页面存档备份，存于）
- Facebook 靳茂生小學上午校畢業生網上社群 （页面存档备份，存于）
  - Facebook 靳茂生小學上午校第五屆畢業生網上社群 （页面存档备份，存于）
- 香港電台《家家有教》(2007/01/08)[]